# Muriel Santa Ana
Muriel Santa Ana, née le 13 juillet 1968, est une actrice et une chanteuse argentine.

## Filmographie
- 2007 : Lalola (série télévisée)
- 2009 : Ciega a citas
- 2011 : Un cuento chino
- 2013 : Solamente vos (telenovela)
- 2017 : Mamá se fue de viaje d'Ariel Winograd

## Distinctions
- 2009 : Martín Fierro Awards (en) : Meilleure actrice pour Ciega a citas
- 2011 : Prix Sud : Meilleure actrice dans un second rôle pour Un cuento chino[1]